# 조윤명
조윤명(趙潤明, 1955년 1월 15일 ~ , 경남 의령)은 대한민국의 공무원이다. 

## 학력
- 진주고등학교 졸업
- 부산대학교 법학 학사
- 시러큐스대학교 대학원 행정학 석사
- 건국대학교 대학원 행정학 박사

## 경력
- 1979년: 제23회 행정고시 합격
- 2007년 2월 23일 ~ 2008년 2월 4일: 국가기록원장
- 2008년 2월 ~ 2009년 2월: 경상남도청 행정부지사
- 2009년 2월 ~ 2010년 10월: 행정안전부 인사실장
- 2011년 2월 ~ 2012년 3월: 새누리당 수석전문위원
- 2012년 3월 2일 ~ 2012년 9월 20일: 특임차관
- 2012년 10월 ~ 2012년 12월: 박근혜 대통령후보중앙선대위 총괄본부 대외협력특보
- 2014년: 새누리당 진주시장 예비후보자
- 2021년 12월 ~ 2022년 1월: 국민의힘 살리는 선거대책위원회 직능총괄본부 직능지원단 불교 지원본부장
- 2023년 8월 ~ : 유네스코 국제기록유산센터 사무총장

| 전임 공창석 | 제29대 경상남도 행정부지사 2008년 2월 5일 ~ 2009년 2월 2일 | 후임 서만근 |

| 전임 (직무대행)최유성 | 제3대 특임차관 2012년 3월 2일 ~ 2012년 9월 18일 | 후임 (직무대행)전영태 |